# Fidena atripes
Fidena atripes är en tvåvingeart som först beskrevs av Roder 1886.  Fidena atripes ingår i släktet Fidena och familjen bromsar. Inga underarter finns listade i Catalogue of Life.